# 蒙蒂科尔多瓦
蒙蒂科尔多瓦是葡萄牙波尔图区的一个堂区。总面积16.96平方公里，总人口3669人，人口密度216.3人/平方公里。